# السرمة
السرمة هي قرية في مقاطعة خوي، إيران. عدد سكان هذه القرية هو 730 في سنة 2006.